# نادي داقوق
نادي داقوق الرياضي هو فريق كرة قدم عراقي مقره في قضاء داقوق، كركوك، يلعب في الدوري العراقي الدرجة الثانية.

## روابط خارجية
- نادي داقوق على Goalzz.com
- أندية العراق - تواريخ التأسيس